# ミヒャエル・グルーバー
ミヒャエル・グルーバー（Michael Gruber、1979年12月5日 - ）は、オーストリア、ザルツブルク州Schwarzach im Pongau出身の元ノルディック複合選手。

## プロフィール
現役時代はTSU Sankt Veit im Pongauに所属して1990年代末から2000年代に活躍した。
オーストリア選手権で2回優勝（1999年スプリント、2005年グンダーセン）、ノルディック複合・ワールドカップでは2位が1回、10位以内が合計26回、総合では2003/04シーズンに12位となったのが最高位である。
2002年のソルトレイクシティオリンピックでは個人スプリント28位、団体では銅メダルを獲得した。2003年ノルディックスキー世界選手権では団体戦で金メダルを獲得、2005年ノルディックスキー世界選手権でも団体戦で銅メダルを獲得した。
2006年トリノオリンピックでは個人グンダーセン12位、個人スプリント13位、団体では金メダルを獲得した。
2007年9月27日、グルーバーはイタリアのプラジェラートでトレーニング中十字靭帯を断裂。復帰を目指してトレーニングしたものの2008年4月1日に引退を表明した。